# Al-Suwayda al-Gharbiyah
Al-Suwayda al-Gharbiya (tiếng Ả Rập: السويدة الغربية) là một ngôi làng Syria nằm ở phó huyện của huyện Hama ở tỉnh Hama. Theo Cục Thống kê Trung ương Syria (CBS), al-Suwayda al-Gharbiyah có dân số 522 trong cuộc điều tra dân số năm 2004. Cư dân của nó chủ yếu là người Hồi giáo Sunni.